# 약한 자여
"약한 자여"는 1972년 공개된 대한민국의 영화이다.

## 배역
- 최무룡
- 윤정희
- 박노식
- 박지영
- 허장강
- 황정순
- 사미자
- 최정미 보관됨 2021-01-28 - 웨이백 머신

## 수상
- 1972년 제9회 청룡영화상
  - 신인연기상 - 임지영